# Cúria (esposa de Quinto Lucrécio)

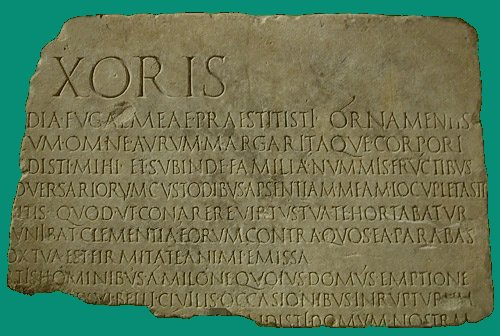
Fragmento do Laudatio Turiae ("Elogio a Turia ")

Curia (também grafada Turia ou Thuria) (c. 60 a.C. – 5 a.C.) foi uma mulher romana que se tornou famosa por sua bravura e devoção.

## Biografia
Ela foi a esposa de Quinto Lucrécio Vespilião por 40 anos, com quem ela se casou em algum momento entre 49 a.C. e 42 a.C. Ela pertencia a uma família rica, assim como seu marido. Eles não tiveram filhos, mas ela era tão dedicada ao seu marido que, quando não conseguiu produzir filhos, se ofereceu para conceder a Quinto um divórcio. Ele no entanto a amava tanto que não aceitou sua oferta, e eles permaneceram casados pelo resto de suas vidas.
Turia era conhecida por ajudar jovens garotas que atingiam a idade de se casarem, apoiando-as financeiramente e em outras coisas necessárias para os seus casamentos. Essas jovens noivas, sem a ajuda de Turia, não teriam tido essas vantagens.
Sua lealdade e devoção ao marido era tão grande que enquanto outros rebeldes que haviam sido proscritos pelo triunvirato foram encontrados e mal conseguiram escapar de inconcebíveis torturas, Lucrécio encontrava-se seguro em seu quarto dormindo nos braços da sua graciosa esposa. Ela até passou a utilizar meios extraordinários, fingindo o papel de uma mulher que havia perdido seu marido em um campo de batalha ou que ele nunca mais voltaria, passando a vestir velhas roupas e ficar com uma aparência desleixada, fingindo estar triste, com os olhos em lágrimas. Isso fez com que todo mundo acredita-se que ela perdeu seu marido e ele que ele estava longe de ser encontrado.
Ela é uma das três mulheres mencionadas por Valerius Maximus como exemplos de destaque moral das mulheres. As outras duas foram Emília Tércia e Sulpicia.
Quando Quintus Lucrécio foi proscrito pelo triumviros, sua esposa Turia o escondeu em seu quarto, acima das vigas. Uma única serva sabia o seu segredo. Em grande risco para si mesma, ela o manteve a salvo de uma morte iminente.

## Epitáfio
A inscrição chamada de Laudatio Turiae, em que um marido elogia a sua mulher, foi tradicionalmente atribuída a Turia, embora não mencione o seu nome. Esta atribuição não é mais geralmente aceita.